# Triaspis hansoni
Triaspis hansoni är en stekelart som beskrevs av Lopez 2004. Triaspis hansoni ingår i släktet Triaspis och familjen bracksteklar. Inga underarter finns listade i Catalogue of Life.